# Max van der Stoel
Max van der Stoel [fan der stul] (3. srpna 1924 Voorschoten, Jižní Holandsko – 23. dubna 2011 Haag) byl nizozemský politik a diplomat, člen nizozemské Strany práce.
Jeho jméno nesou park Maxe van der Stoela a v něm ležící ulice park Maxe van der Stoela v Praze-Hradčanech.

## Život
Byl ministrem zahraničí v letech 1973–1977 a 1981–1982. V letech 1993–2001 působil jako první vysoký komisař pro národnostní menšiny v Organizaci pro bezpečnost a spolupráci v Evropě (OBSE).
Van der Stoel byl prvním západoevropským politikem, který kontaktoval Chartu 77 prostřednictvím jejího mluvčího Jana Patočky, jejich schůzku připomíná v Praze pomník. Byl vyznamenán Řádem Tomáše Garrigua Masaryka II. třídy v roce 1996 a je po něm pojmenován park u Mariánských hradeb v Praze-Střešovicích, v těsném sousedství Patočkovy ulice. Zároveň od 16.5.2022 nese jeho jméno i zastávka MHD v těsné blízkosti parku (Přesný název zastávky: Park Maxe van der Stoela, dříve známa jako Hládkov).
Vysoký komisař OBSE a nizozemská vláda organizuje každé dva roky udílení mezinárodní Ceny Maxe van der Stoela za výjimečný přínos pro zlepšení postavení národnostních menšin v zemích OBSE.

## Vyznamenání
- rytíř Řádu nizozemského lva, Nizozemsko, 5. prosince 1966
- velkodůstojník Řádu čestné legie, Francie, 25. srpna 1973
- velkokříž Řádu koruny, Belgie, 15. března 1974
- Čestná medaile pro iniciativu a duchaplnost Oranžského řádu, Nizozemsko, 19. září 1974
- speciální třída velkokříže Záslužného řádu Spolkové republiky Německo, Německo, 1975
- velkokříž Řádu za zásluhy, Portugalsko, 1975
- velkodůstojník Řádu palmy, Surinam, 4. září 1977
- velkokříž Řádu Fénixe, Řecko, 10. prosince 1977
- komandér Řádu Orange-Nassau, Nizozemsko, 11. dubna 1978
- rytíř velkokříže Řádu Isabely Katolické, Španělsko, 1981
- velkokříž Řádu Leopolda, Belgie, 10. ledna 1982
- velkodůstojník Řádu Orange-Nassau, Nizozemsko, 9. září, 1982
- Řád Tomáše Garrigua Masaryka II. třídy, Česko, 15. května 1996[3]
- Řád knížete Jaroslava Moudrého V. třídy, Ukrajina, 1997
- rytíř Nassavského domácího řádu zlatého lva, Lucembursko, 31. srpna 1999[4]
- Řádu bílého dvojkříže I. třídy, Slovensko, 5. února 2001[5]
- Řád knížete Jaroslava Moudrého IV. třídy, Ukrajina, 30. září 2001[6]
- čestný rytíř-komandér Řádu svatého Michala a svatého Jiří, Spojené království, 1. prosince 2006[7]